# Ujung Padang (Labuhan Haji Barat)
Ujung Padang is een bestuurslaag in het regentschap Aceh Selatan van de provincie Atjeh, Indonesië. Ujung Padang telt 1292 inwoners (volkstelling 2010).